# Punctoterebra nitida
Punctoterebra nitida é uma espécie de gastrópode do gênero Punctoterebra, pertencente a família Terebridae.

## Descrição
O tamanho de uma concha adulta varia entre 19 a 45 mm.

## Distribuição
Esta espécie é distribuída no Oceano Índico, ao longo da África Oriental e do Aldabra, no Oceano Pacífico Ocidental.